# Väddgökbi
Väddgökbi (Nomada armata) är en biart som beskrevs av Herrich-Schäffer 1839. Väddgökbi ingår i släktet gökbin och familjen långtungebin. Inga underarter finns listade.

## Beskrivning
Huvud och mellankropp är till största delen svarta, medan bakkroppen är brunröd med gula och vanligen även svarta fläckar. Kroppslängden varierar mellan 10 och 12 mm. Honan och hanen liknar varandra, men den senare har de inre antennlederna röda till skillnad från honans mörka. De yttre antennlederna är dock vanligen orangefärgade hos båda könen. Hanen har dessutom käkarna, kinderna och delar av mellankroppen gulröda.

## Ekologi
Väddgökbiet är en boparasit som lägger ägg i bon hos väddsandbi. Larven lever på värdartens upplagrade näring efter det att den dödat ägget eller värdlarven. Arten lever i liknande habitat som värdarten, magra åkervallar med gott om blommor, vägkanter, torrängar, trädesåkrar och sandstäpper. Den flyger från mitten av juni till juli, och besöker framför allt samma nektarkälla som värdarten, nämligen åkervädd (Knautia arvensis). Den kan också besöka andra väddväxter, som övriga inom släktet Knautia och fältväddssläktet, framför allt fältvädd (Scabiosa columbaria). Arten har även påträffats på åkerrödtoppa (Odontites vernus).

## Utbredning
Arten finns i Europa till södra Wales och södra England i väster, och från södra Frankrike i söder till södra Finland och södra Sverige i norr. 
I Sverige förekommer arten numera endast från Skåne över Halland, Blekinge, Småland och Öland till Västergötland och Östergötland. Den har tidigare förekommit i Svealand upp till Närke.
I Finland förekommer arten i Södra Karelen, Södra Savolax och Norra Karelen samt, till 1950-talet, även i Mellersta Finland.

## Status
På senare år har observationerna i Sverige ökat trots den tidigare nedgången, och arten är numera (2025) rödlistad som sårbar ("VU"). Arten är ingenstans vanlig, och är även rödlistad som sårbar i bland annat Finland och Tyskland, samt starkt hotad ("EN") i Storbritannien.